# Vișina Nouă
Vișina Nouă è un comune della Romania di 2 035 abitanti, ubicato nel distretto di Olt, nella regione storica dell'Oltenia. 
Vișina Nouă è divenuto comune autonomo nel 2004, staccandosi dal comune di Vădastra.